# Krakauer (Wurst)

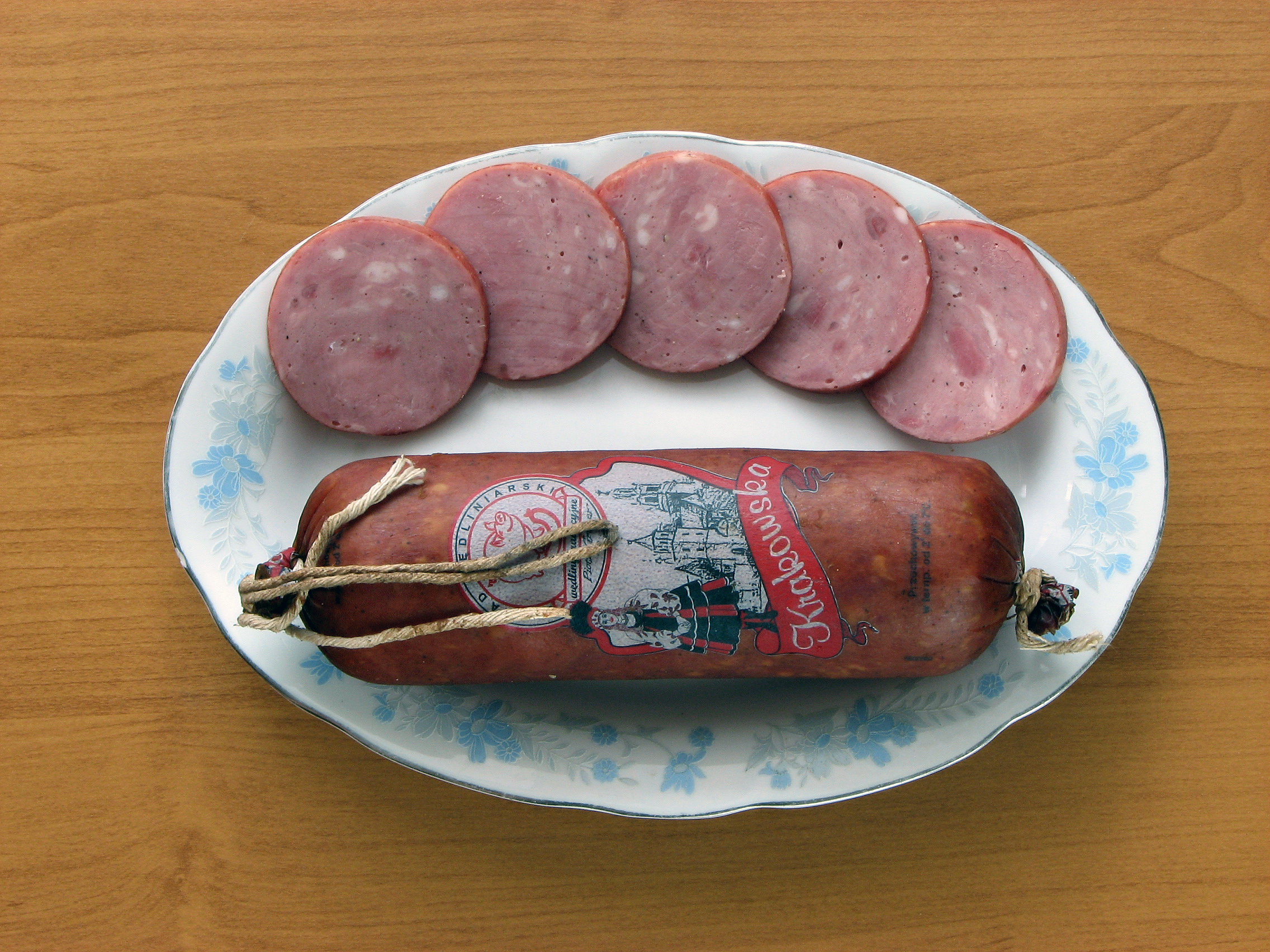
Eine polnische Krakauer Wurst (poln. kiełbasa krakowska), die vor allem zu Brot gegessen wird

Als Krakauer (poln. krakowska) bezeichnet man direkt oder als Verkürzung unterschiedliche Wurstsorten in Mitteleuropa. Der Name bezieht sich auf die polnische Stadt Krakau (poln. Kraków).

## Deutschland
- In Deutschland bezeichnet man allgemein als Krakauer bzw. Kochpolnische eine Brühwurst mit grober Fleischeinlage.[1] Sie besteht je zur Hälfte aus Rinderbrät und einer Mischung aus Schweinebauch und anderem Schweinefleisch, die grob (5 mm) gewolft wird. Typische Gewürze sind Nitritpökelsalz, Pfeffer, Paprikapulver, Muskat und Knoblauch. Die Masse wird in Kranzdärme mit einem Durchmesser von ca. 45 mm abgefüllt. Anschließend werden die Würste eine Stunde heiß geräuchert und 30 Minuten gebrüht. Nachdem sie abgekühlt sind, werden sie 6 Stunden kalt geräuchert. Eine Variante davon ist die Kawassy, bei der statt Schweinebauch Speck ohne Schwarte verwendet wird. Die Schinkenkrakauer unterscheidet sich darin, dass je ein Drittel fettarmes, entsehntes Schweinefleisch, Speck und Rinderbrät verwendet wird. Die sonstige Zubereitung ist identisch. Krakauer Würstchen werden aus der Grundmasse für Krakauer hergestellt. Je nach Rezept wird die Masse jedoch feiner zerkleinert. Der Hauptunterschied besteht darin, dass sie lediglich ein Stückgewicht von 100 g haben, und in Schweinedärme mit einem Durchmesser von ca. 30 mm abgefüllt werden. Die Zubereitungszeit ist durch eine Stunde Heißräuchern und 20 Minuten Brühen relativ kurz.

- Krakauer Schinkenwurst wird aus 80 % fettarmem, entsehntem Schweinefleisch und 20 % Rinderbrät hergestellt. Zur Vorbereitung pökelt man das Schweinefleisch einige Stunden vor. Anschließend würzt man es, kuttert es grob, und vermengt es dann mit dem Rinderbrät. Typische Gewürze sind Nitritpökelsalz, Pfeffer und Senfkörner. Als Wursthülle verwendet man Mitteldärme mit einem Durchmesser von mehr als 65 mm. Die Würste werden zuerst heiß geräuchert und dann 2 Stunden gebrüht. Anschließend sind sie ohne weitere Reifezeit verzehrfähig.

- Rohe Krakauer ist eine schnittfeste, grob gekörnte Rohwurstsorte aus grob gekuttertem Schweinefleisch und fein zerkleinertem Rindfleisch. Das Mengenverhältnis beträgt ungefähr zwei zu eins. Typische Gewürze sind Nitritpökelsalz, Pfeffer und Knoblauch. Die Masse wird in Kranzdärme mit einem Durchmesser von mindestens 45 mm abgefüllt. Anschließend werden die Würste 24 Stunden kalt geräuchert und reifen anschließend bis 3–4 Tage zur Verzehrfähigkeit.

## Österreich
Krakauer entspricht in Österreich dem deutschen Bierschinken.
- Als Krakauer bezeichnet man Würste aus 70 % gepökeltem entsehnten Schweinefleisch und 30 % Brät. Es darf ebenfalls 1 % Kartoffelstärke hinzugefügt werden. Traditionell wird sie in schwarz gefärbte Kunstdärme als Stangenware abgepackt.
- Als Krakauer mit hervorhebender Bezeichnung benennt man Fleischwürste aus 85 % gepökeltem entsehnten Schweinefleisch I (beste Qualität) und 15 % Brät. Es darf 1 % Kartoffelstärke hinzugefügt werden.[3]

In Österreich wurde die Krakauer auch in das Register der Traditionellen Lebensmittel des Lebensministeriums für ganz Österreich aufgenommen. Seit 2009 sind Schinkenwurst und Krakauer, wie auch schon vor dem Zweiten Weltkrieg, wieder unter einer Qualitätsanforderung vereinigt.